# Apenninbasistunnel
Der Apennin-Basistunnel (italienisch Grande galleria dell’Appennino) ist ein Eisenbahntunnel im Zuge der Bahnstrecke Bologna–Florenz.

## Eckdaten
Der Tunnel befindet sich unterhalb des Apennin-Hauptkamms. Das 18,49 km lange Bauwerk wurde zusammen mit der Eisenbahnstrecke am 21. April 1934 eröffnet; die alte Verbindung zwischen den beiden Städten verkürzte sich um nahezu 35 km. Der Apenninbasistunnel war lange Zeit der längste einröhrige Doppelspurtunnel der Welt, knapp 1.300 Meter kürzer als der zweiröhrige Simplon-Tunnel, und zählt heute noch zu den 20 längsten Eisenbahntunneln.

## Ausstattung
Der Tunnel war in der Mitte mit dem unterirdischen Bahnhof Precedenze ausgestattet. Gedacht war er ursprünglich vor allem als Möglichkeit zur Überholung langsamer Züge und besaß zu diesem Zweck zwei 450 m lange Ausweichgleise in zwei Nebentunneln. Durch einen Treppenschacht (27° Stollen-Neigung mit über 1.800 Treppenstufen) war er mit der Oberfläche verbunden. Zugangsort war der Ortsteil Cà di Landino in der Gemeinde Castiglione dei Pepoli, einem Dorf, das zur Unterbringung der Tunnelbauarbeiter erbaut worden war. Der Bahnhof wurde in den 1960er-Jahren aus Sicherheitsgründen und aufgrund fehlenden Bedarfs stillgelegt.

## Betriebszwischenfälle
Im Zweiten Weltkrieg sprengten Partisanen einen Militärzug, der auf dem Ausweichgleis des Tunnelbahnhofs Precedenze abgestellt war.
Am 23. Dezember 1984 starben beim Bombenanschlag im Apennin-Basis-Tunnel auf den Rapido 904 17 Menschen, 267 wurden darüber hinaus verletzt.